# Ambriz
Ambriz est une ville et une municipalité angolaise de la province de Bengo.

## Géographie

### Situation
Ville côtière localisée immédiatement au sud de la lagune Quingome et de l'embouchure du Loge, Ambriz est située à 120 km au nord-ouest de Caxito et à 150 km au nord de Luanda. La superficie de la municipalité est de 4 204 km2.

### Démographie
La population de la municipalité d'Ambriz est estimée à 17 000 habitants. Elle est majoritairement composée de Kongos, ainsi que d'Ovimbundus et de Kimbundus.

## Économie
L'économie d'Ambriz repose principalement sur la pêche. La ville possède un port et un aéroport.